# Iñaki Astiz
Iñaki Astiz Ventura (ur. 5 listopada 1983 w Pampelunie) – hiszpański piłkarz, który w latach 2002–2021 występował na pozycji obrońcy, w klubach hiszpańskich, polskich i cypryjskich. Po zakończeniu kariery piłkarskiej w 2021 został asystentem trenera w Legii Warszawa.

## Kariera klubowa
Astiz grę w piłkę rozpoczął w CA Osasuna, gdzie od 2002 występował w drużynie rezerw, będąc także jej kapitanem. 30 czerwca 2007 został na rok wypożyczony do Legii Warszawa, stając się pierwszym Hiszpanem w historii polskiej ligi. 8 lipca 2007 zadebiutował w barwach nowego klubu podczas przerwanego przez pseudokibiców spotkania Pucharu Intertoto z litewską Vėtrą Wilno (na boisku do przerwy 0:2, wynik ostatecznie zweryfikowano jako walkower 0:3). 29 lipca rozegrał pierwszy mecz w Ekstraklasie, w którym Legia wygrała 1:0 z Cracovią. 25 sierpnia w wygranym 5:0 spotkaniu ligowym z Zagłębiem Sosnowiec zdobył swoją pierwszą bramkę w Legii. Po zakończeniu sezonu wrócił do Osasuny, jednak 25 sierpnia 2008 rozwiązał za porozumieniem stron umowę z tym klubem i związał się pięcioletnim kontraktem z Legią.
10 czerwca 2015 Legia poinformowała, że po ośmiu latach Astiz zakończył swoją przygodę z warszawskim klubem. W jego barwach rozegrał łącznie, według ówczesnego stanu, 226 meczów w których zdobył dziewięć bramek. Po raz ostatni koszulkę "Wojskowych" założył 3 czerwca 2015 w Gdańsku, gdy Legia mierzyła się z Lechią (0:0). Ze stołecznym klubem Astiz dwukrotnie zdobył mistrzostwo i pięć razy sięgnął po Puchar Polski.
Przez kolejne dwa sezony był zawodnikiem cypryjskiego klubu APOEL FC, z którym dwukrotnie wywalczył mistrzostwo kraju. 14 sierpnia 2017 po raz kolejny związał się kontraktem z warszawską Legią, podpisując roczną umowę z możliwością jej przedłużenia na kolejny sezon. Pierwszy występ po powrocie zanotował 20 sierpnia 2017. Wystąpił w podstawowym składzie w wygranym 1:0 meczu z Wisłą Płock. 10 lipca w meczu I rundy kwalifikacji Ligi Mistrzów z mistrzem Irlandii Cork City (1:0 dla warszawskiej drużyny) rozegrał swój 250. mecz w Legii (złożyło się na to 181 meczów w Ekstraklasie, 33 w Pucharze Polski, 24 w rozgrywkach europejskich, 11 w Pucharze Ligi oraz 1 w Superpucharze Polski).
Karierę zakończył po rundzie jesiennej sezonu 2021/2022, którą spędził w trzecioligowej Legii II Warszawa, dla której wystąpił siedemnastokrotnie.

## Kariera trenerska
25 października 2021 po awansie trenera Legii II Marka Gołębiewskiego na stanowisko trenera pierwszej drużyny, Astiz dołączył do jego sztabu jako asystent trenera. Pomimo zastąpienia Gołębiewskiego przez Aleksandara Vukovicia w połowie grudnia tego roku, Astiz zachował swoją rolę, dzieląc obowiązki z Aleksandarem Radunoviciem.

## Statystyki kariery piłkarskiej
| Klub                  | Sezon              | Liga                      | Liga  | Liga   | Puchar kraju | Puchar kraju | Puchar ligi | Puchar ligi | Europa | Europa | Suma  | Suma   |
| Klub                  | Sezon              | Liga                      | Mecze | Bramki | Mecze        | Bramki       | Mecze       | Bramki      | Mecze  | Bramki | Mecze | Bramki |
| --------------------- | ------------------ | ------------------------- | ----- | ------ | ------------ | ------------ | ----------- | ----------- | ------ | ------ | ----- | ------ |
| Osasuna B             | 2002/03            | Segunda División B        | 18    | 1      | –            | –            | –           | –           | –      | –      | 18    | 1      |
| Osasuna B             | 2003/04            | Segunda División B        | 15    | 1      | –            | –            | –           | –           | –      | –      | 15    | 1      |
| Osasuna B             | 2004/05            | Segunda División B        | 34    | 3      | –            | –            | –           | –           | –      | –      | 34    | 3      |
| Osasuna B             | 2005/06            | Segunda División B        | 31    | 2      | –            | –            | –           | –           | –      | –      | 31    | 2      |
| Osasuna B             | 2006/07            | Segunda División B        | 34    | 2      | –            | –            | –           | –           | –      | –      | 34    | 2      |
| Osasuna B             | Ogólnie            | Ogólnie                   | 132   | 9      | 0            | 0            | 0           | 0           | 0      | 0      | 132   | 9      |
| Legia Warszawa (wyp.) | 2007/08            | I liga                    | 23    | 1      | 6            | 0            | 5           | 0           | 1      | 0      | 35    | 1      |
| Legia Warszawa        | 2008/09            | Ekstraklasa               | 26    | 1      | 4            | 0            | 6           | 1           | 0      | 0      | 36    | 2      |
| Legia Warszawa        | 2009/10            | Ekstraklasa               | 25    | 1      | 4            | 0            | –           | –           | 4      | 0      | 33    | 1      |
| Legia Warszawa        | 2010/11            | Ekstraklasa               | 17    | 0      | 6            | 0            | –           | –           | –      | –      | 23    | 0      |
| Legia Warszawa        | 2011/12            | Ekstraklasa               | 12    | 1      | 3            | 0            | –           | –           | 2      | 0      | 17    | 1      |
| Legia Warszawa        | 2012/13            | Ekstraklasa               | 26    | 1      | 4            | 0            | –           | –           | 6      | 0      | 37    | 1      |
| Legia Warszawa        | 2013/14            | Ekstraklasa               | 11    | 2      | 1            | 0            | –           | –           | 2      | 0      | 14    | 2      |
| Legia Warszawa        | 2014/15            | Ekstraklasa               | 19    | 1      | 4            | 0            | –           | –           | 8      | 0      | 28    | 1      |
| Legia Warszawa        | Ogólnie            | Ogólnie                   | 159   | 8      | 32           | 0            | 11          | 1           | 23     | 0      | 225   | 9      |
| APOEL FC              | 2015/16            | Protathlima A’ Kategorias | 17    | 0      | –            | –            | –           | –           | 10     | 0      | 27    | 0      |
| APOEL FC              | 2016/17            | Protathlima A’ Kategorias | 27    | 2      | –            | –            | –           | –           | 14     | 0      | 41    | 2      |
| APOEL FC              | Ogólnie            | Ogólnie                   | 44    | 2      | 0            | 0            | 0           | 0           | 24     | 0      | 68    | 2      |
| Legia Warszawa        | 2017/18            | Ekstraklasa               | 22    | 0      | 1            | 0            | –           | –           | 0      | 0      | 23    | 0      |
| Legia Warszawa        | 2018/19            | Ekstraklasa               | 10    | 0      | 0            | 0            | –           | –           | 5      | 1      | 15    | 1      |
| Legia Warszawa        | 2019/20            | Ekstraklasa               | 6     | 0      | 0            | 0            | -           | -           | 0      | 0      | 6     | 0      |
| Legia Warszawa        | 2020/21            | Ekstraklasa               | 0     | 0      | 0            | 0            | -           | -           | 1      | 0      | 1     | 0      |
| Legia Warszawa        | Ogólnie            | Ogólnie                   | 38    | 0      | 1            | 0            | 0           | 0           | 6      | 1      | 45    | 1      |
| Legia II Warszawa     | 2021/22            | III liga (grupa I)        | 17    | 0      | –            | –            | –           | –           | –      | –      | 17    | 0      |
| Legia II Warszawa     | Ogólnie            | Ogólnie                   | 17    | 0      | 0            | 0            | 0           | 0           | 0      | 0      | 17    | 0      |
| Ogólnie w karierze    | Ogólnie w karierze | Ogólnie w karierze        | 389   | 19     | 33           | 0            | 11          | 1           | 53     | 1      | 486   | 21     |

## Sukcesy
APOEL FC
- Protathlima A’ Kategorias Mistrzostwo: 2015/16, 2016/17

Legia Warszawa
- Ekstraklasa Mistrzostwo: 2012/13, 2013/14, 2017/18
- Puchar Polski Zwycięstwo: 2007/08, 2010/11, 2011/12, 2012/13, 2014/15, 2017/18